# النجم الأولمبي لحلق الوادي والكرم (كرة طائرة)
النجم الأولمبي لحلق الوادي والكرم للكرة الطائرة (بالفرنسية: Étoile olympique La Goulette Kram (volley-ball))‏، هو إحدى فروع الفريق التونسي والذي يتنافس ضمن القسم الوطني الأول من البطولة التونسية للكرة الطائرة إضافة إلى تمثيل تونس في المنافسات القارية والدولية.
ولد هذا النادي من إندماج النادي الرياضي بحلق الوادي و نادي الأولمبي بالكرم في عام 1968، وكان النادي الرياضي بحلق الوادي في حد ذاته نتيجة لتوحيد النجم الرياضي بحلق الوادي والاتحاد الرياضي بحلق الوادي في عام 1961.

## سجل ألقاب النادي للكرة الطائرة
النادي الرياضي بحلق الوادي
- كأس تونس :

♦ الدور النهائي  (2) : 1963، 1967.
النجم الرياضي بحلق الوادي
- بطل تونس  (2) :

1959، 1961.
- كأس تونس  (2) :

1957، 1958.
♦ الدور النهائي  (1) : 1961.
الاتحاد الرياضي بحلق الوادي
- كأس تونس :

♦ الدور النهائي  (1) : 1959.
النجم الأولمبي لحلق الوادي والكرم
- بطل تونس  (1) : 1974.
- كأس تونس :

♦ الدور النهائي  (3) : 1971، 1976، 1983.

## أبرز اللاعبين القدامى
- رضا عطية
- عصام بالحاج
- حبيب بن عز الدين
- نصر بن عثمان
- منصف بن سلطان
- نورالدين بن سلطان

## وصلات خارجية
- النجم الأولمبي لحلق الوادي والكرم
- صفحة النجم الأولمبي لحلق الوادي والكرم على موقع كوووة.
- الموقع الرسمي للجامعة التونسية للكرة الطائرة.